# Yasmine Kabbaj
Yasmine Kabbaj (en árabe: ياسمين قباج‎:; 15 de enero de 2004) es una jugadora de tenis marroquí.
Kabbaj debutó en la Asociación de Tenis Femenino en el Torneo de Marruecos 2022 en el que participó en pareja junto con Ekaterina Kazionova.
En 2021, jugó para la Universidad Internacional de Florida.